# Ermita de San Diego del Monte (San Cristóbal de La Laguna)
La ermita y ex-convento de San Diego del Monte es una ermita y antiguo convento franciscano que se encuentra extramuros de la ciudad de San Cristóbal de La Laguna (Tenerife, Islas Canarias, España). La ermita es famosa por celebrarse en ella la popular Fuga de San Diego.
Fue declarada Bien de Interés Cultural, con categoría de Monumento, el 22 de mayo de 2015.

## Historia
En el año 1615, Juan de Ayala, fundó el monasterio o convento, dispuso que sus bienes y derechos fueran heredados por los franciscanos descalzos de San Diego. El convento sufrió a lo largo de su historia muchos problemas en forma de pleitos, litigios y clausuras. Su primer vicario fue el padre Gonzalo Temudo, quien, con doce religiosos, formó la comunidad monacal en 1648, aunque la construcción definitiva del edificio no tuvo lugar hasta 1672. El templo fue la sede de la Provincia de San Diego de Canarias, que era la provincia franciscana que administraba los conventos de esta orden en el archipiélago.
En este convento habitó y está enterrado el religioso Fray Juan de Jesús, más popularmente conocido como el Siervo de Dios que fue asesor religioso de Sor María de Jesús (La Siervita), la monja incorrupta del convento de Santa Catalina. 
La fuga de San Diego se remonta a 1919, cuando llegó al IES Canarias Cabrera Pinto el catedrático Diego Jiménez de Cisneros. Como un año impidió que los alumnos acudieran a la romería de San Diego, no asistieron a clase, lo que se repitió anualmente. Los estudiantes acostumbran contar los botones de la estatua del fundador del convento, Juan de Ayala, que según la tradición sirve para aprobar el curso.